# XXe ciel.com
XXe ciel.com est une œuvre graphique en 4 tomes (et une introduction) imaginée et dessinée par Yslaire à partir d’une expérimentation graphique en ligne intitulée Mémoire du XXe ciel. Publié à partir de 1997 aux éditions Delcourt (pour le premier tome et l’introduction) sous le nom Mémoires du XXe ciel, le projet devenu XXe ciel.com a été repris en 2000 par Les Humanoïdes Associés, qui ont publié la suite et réédité le premier tome.

## Synopsis
À 98 ans, la psychanalyste Eva Stern a traversé le siècle. Aujourd’hui, au crépuscule de sa vie, Eva est hantée par des images de son siècle remplies d’anges et de violence, qui lui sont envoyées via internet par le mystérieux @nonymous. Elle ne peut s’empêcher d’y voir un signe de l’existence de son frère, Frank Stern, pourtant décédé sur le front en 1917 en prenant une photo de l’avion qui le tua.
Franck, ange énigmatique, semble parcourir le siècle. Était-il le cadavre qu’Eva a officiellement reconnu à l’infirmerie militaire ? Ou bien a-t-il été l’amant de Farouge l’intrépide aviatrice ? Était-il photographe pour cet étrange journal : Le XXe ciel ?
Malgré les doutes et mystères qui entourent le personnage de Frank Stern, son visage et ses photos le montrent éternellement jeune et toujours au cœur des événements marquants du XXe siècle.

## Albums

### Aux éditionsDelcourt
- Introduction au XXe ciel (1997)[1]
- Mémoire du XXe ciel 98 (1999)

### Aux éditionsLes Humanoïdes Associés
1. mémoires98 (2000)
2. mémoires99 (2001)
3. mémoires1900 (2004)
4. mémoires2000 (2004)

- Coffret T1 et T2 (2001)
- Coffret intégrale (2004)

### Documentation
- Pierre Bouvier, « Portrait : l'imagier de la mémoire », Le Monde,‎ 21 mars 2001 (lire en ligne).
- Yslaire (int. par Manuele Calmat), « Yslaire sur un petit nuage », BoDoï, no 39,‎ mars 2001, p. 68-70.